# بشار (صنعاء)

تعديل مصدري - تعديل

بشار هي إحدى قرى الجمهورية اليمنية. تتبع جغرافيا لمحافظة صنعاء و إداريًا لمديرية جحانة. يبلغ تعداد سكانها 1229 نسمة حسب الإحصاء الذي أجري عام 2004.